# Kokumin no kyūjitsu
Le système de Kokumin no kyūjitsu (国民の休日) a été introduit par la réforme japonaise de 1985 et stipule qu'un jour séparant deux jours de fêtes consécutifs devient férié, ce qui permit d'officialiser la période de vacances de la Golden Week en mobilisant la journée du 4 mai. Depuis 2007, ce jour est modifié à la Midori no hi.